# San Basilio de Palenque
San Basilio de Palenque es un centro poblado del departamento de Bolívar (Colombia), actualmente bajo la jurisdicción del municipio de Mahates. Sin embargo, de acuerdo con los nuevos requisitos aprobados por la Ley 2379 del 15 de julio de 2024, este podría ser elevado a la categoría de municipio una vez que la Asamblea Departamental realice el trámite correspondiente.
Se encuentra ubicado muy cerca del Canal del Dique, a 50 km de la ciudad de Cartagena de Indias. Tiene una población aproximada de 4200 habitantes y limita con los centros poblados Malagana y San Pablo Norte (Maríalabaja). 
El espacio cultural de Palenque de San Basilio fue declarado Patrimonio Cultural e Inmaterial de la Humanidad, esto abarca prácticas sociales, médicas y religiosas, así como tradiciones musicales y orales, muchas de las cuales tienen raíces africanas. 
Un elemento esencial del Espacio Cultural de Palenque de San Basilio es la lengua palenquera, la única lengua criolla de las Américas que combina una base léxica española con las características gramaticales de lenguas bantúes. Esta lengua constituye un factor primordial que refuerza la cohesión social entre los miembros de la comunidad.
En San Basilio de Palenque todavía se conservan algunas tradiciones como el lenguaje, comida, baile y cultura propia de los africanos.

## Toponimia
Los nombres de esta comunidad han cambiado con los años. Originalmente, esta población era conocida como Palenque de la Matuna. Según creencia popular, el nombre de "San Basilio" provino de la llegada de una escultura de esa santo al pueblo. Se cuenta que, de camino a San Agustín de Playa Blanca (Municipio de San Juan Nepomuceno), el transporte de la escultura se dificultó al paso por el sector de San Miguel Arcángel (hoy, Palenque). Se quedó atascada dentro del barro. Se cuenta que para los palenqueros se trató de un presagio. Un decreto real denominó así la localidad en 1714, más de cien años después de su fundación.
Por otro lado, la palabra "Palenque" es un término usado en Iberoamérica para denominar a los lugares o concentraciones políticamente organizadas de los cimarrones esclavizados que se emancipaban de la esclavitud en lugares con fuentes de agua y cuevas, con alcaldes para gobernarlos

## Historia

### Origen
Los esclavistas europeos introdujeron en Suramérica a los esclavizados cimarrones comprados en el Golfo de Guinea por el valle del Río Magdalena, que desemboca cerca de Cartagena de Indias (Colombia), donde se desembarcaban los esclavizados africanos. Algunos de estos africanos se escapaban y fundaron en las cercanas ciénagas del Canal del Dique, un pueblo propio de palenque. Uno de los primeros en fundarse fue el palenque entre 1570 y 1580. Los cimarrones eran percibidos por las autoridades coloniales como una amenaza para su negocio esclavista, pues tenían el propósito de liberar a los africanos que llegaban esclavizados a Cartagena en los barcos. Siete años después de la fundación de Cartagena de Indias ya huyeron muchos esclavizados. Varios cimarrones se establecieron en las llanuras del Canal del Dique. 

### Fundación del Palenque

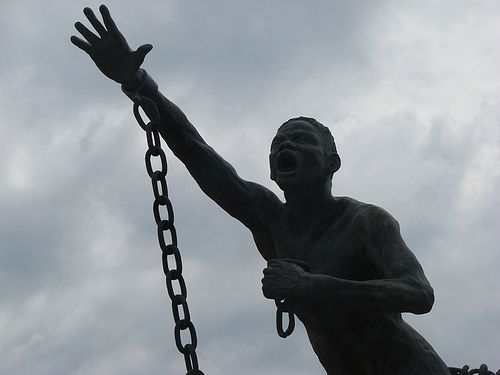
Benkos Biohó, líder cimarrón.

En 1599, Benkos Biohó, de origen mandinga de Bambuque, encabezó en Cartagena una fuga de treinta esclavos cimarrones con dirección al arcabuco y ciénaga de La Matuna. Derrotaron a una patrullada de veinte hombres armados encabezaba por Juan Gómez, que tenía el objetivo de someter a los fugitivos.Los cimarrones se dirigieron hacia las llanuras del Canal del Dique, donde fundaron su comunidad en un lugar con las condiciones para protegerles. Benkos Biohó se convirtió en Rey y su esposa en la Reina Wiwa,quienes fueron reconocidos por la corona española un siglo después, en 1713.Como habían atrincherado el terreno con palizadas para defenderse, de ahí viene el nombre de palenque,pero originalmente se conocía como el palenque de la Matuna por la ciénaga circundante. La fecha de la fundación es desconocida, pero varios relatos estiman su fundación en 1603. Esta fecha está inscrita en la estatua de Benkos Biohó en la plaza mayor. Aunque los lugareños lo reconcían como Matuna, el lugar fue combrado cristianamente San Miguel Arcángel y, posteriormente, fue variando hasta que un siglo después en 1713 se le conoció la ubicación actual como San Basilio. Los cimarrones derrotaron en 1605 otra expedición contra ellos. En 1613 los españoles hicieron un tratado de paz, pero lo violaron en 1619 y capturaron a Benkos. Lo ejecutaron en Cartagena, en 1621.
En 1632 en El Limón, los palenqueros nombraron una reina llamada Leonor, de padre de Angola y madre criolla (nacida esclava), casada con dos hombres "malembas" (de Cabinda). Los españoles atacaron El Limón y la mayoría de los cimarrones se replegaron temporalmente hacia la orilla oriental del río Magdalena, donde se asentaron hasta 1655, cuando retornaron a la llanura del Canal del Dique y conformaron una federación con Domingo Criollo como capitán, y se aliaron con el palenque de Arenal, de los "minas" (del Golfo de Guinea).

### De Matuna a San Basilio
En 1694 otro ataque español los obligó a dispersarse, pero se reagruparon en San Miguel Arcángel, que en 1714 fue legalizado y tomó el nombre actual de San Basilio de Palenque, por decreto real.
El aislamiento les ha permitido mantener la mayoría de las tradiciones culturales africanas en Colombia (música, prácticas médicas, organización social y ritos culturales) y aún más, han desarrollado una lengua criolla, mezcla del español con las lenguas africanas originarias (el palenquero). Debido a sus características únicas en su historia, formación, cultura y lengua, el Palenque ha sido declarado por la Unesco como Patrimonio Cultural Inmaterial de la Humanidad.
San Basilio de Palenque es considerado el primer pueblo libre de América.
Este pueblo desconocido se hizo famoso en los años 1970, con los combates del boxeador Kid Pambelé (Antonio Cervantes, n. 1945), quien situó en el mapa mundial a este pueblo.
En 2003, se estrenó el documental Del Palenque de San Basilio del director Erwin Goggel, que relata la realidad del centro poblado.

## Economía
Las actividades económicas de san Basilio carecen de alguna estructura industrial, por lo tanto las actividades de sus pobladores son las que suplen y cumplen la función de sostener económicamente la población. 
Entre estas actividades se encuentran la cría de cerdos y de aves de corral, los pequeños cultivos en los patios de las casas. Existe una farmacia, un restaurante, un depósito, un carpintero y un electricista-constructor.

## Espacio Cultural

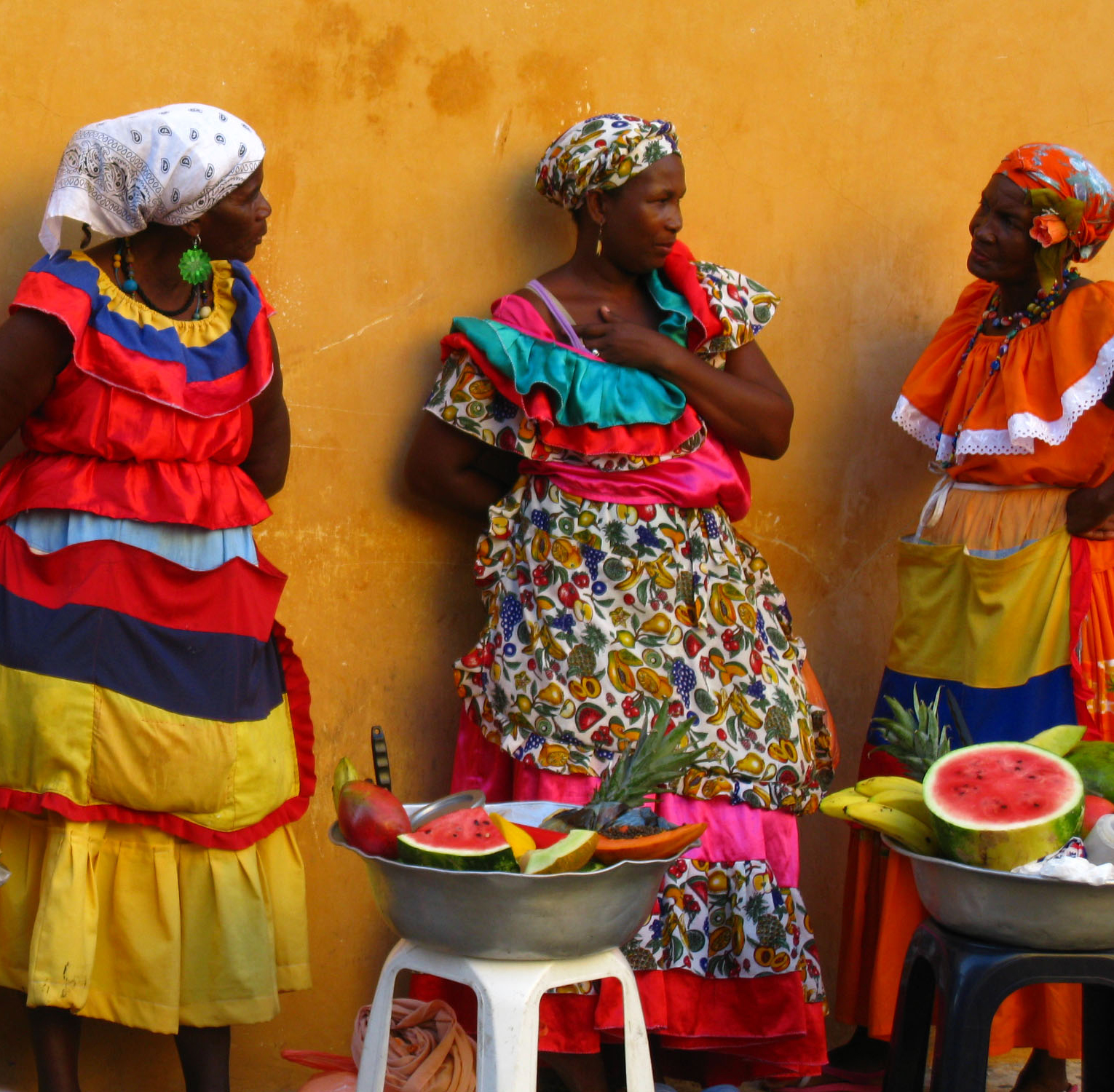
Palenqueras.

Se conserva mucho de la tradición africana, el trabajo, y la transmisión de sus tradiciones. La música que acompaña la mayoría de sus actividades es parte importante del desarrollo cultural de este pueblo, le dan forma a sus prácticas sociales. Tradiciones como el "lumbalú", una ceremonia fúnebre en que se convoca a la comunidad por medio de los tambores, y se empieza un ritual de nueve días en conmemoración al difunto.
La organización social está basada en grupos llamados ma-kuagro que significa mi grupo. Que implica un sistema de deberes y derechos, donde todos los miembros son conscientes de las necesidades de los demás. Trabajan y organizan los acontecimientos particulares en beneficio de todos. Está aceptada la poligamia por parte de los hombres y la existencia de hijos fuera del hogar. Todos los hijos se consideran iguales en cuanto a deberes y derechos, con toda su red familiar. La valiosa importancia de la mujer en el hogar palenquero, está dada por el sustento que representan los dulces (cocadas, bolas de maní, enyucados, caballitos y alegrías) que ellas preparan, que más adelante comercian y proveen el principal ingreso económico en la familia. la comercialización de los dulces se hace de una forma particular en Colombia, pero muy utilizada en diversos pueblos africanos. Consiste en llevar sobre sus cabezas unos platos, palanganas o poncheras y con sus pregones van ofreciendo el producto que llevan en sus cabezas. Tarea ardua, pero que gracias a la organización ASOPRADUSE y a la globalización, la gente se siente atraída a esta cultura y estas mujeres no tienen que viajar 3 y 4 meses para comerciar y dejar sus hogares al cuidado de parientes.

### Lengua
San Basilio de palenque es un pueblo que se caracteriza por contar con una lengua criolla, con base léxica española y de posibles orígenes africanos. Uno de los artículos que sirve para respaldar ésta afirmación es el realizado por José Alejandro Correa, egresado de la Universidad Nacional de Colombia. Donde se pueden encontrar descripciones fonéticas acústicas que comprueban las raíces africanas de la lengua, allí se muestran los rasgos prosódicos relacionados con la tonalidad compartidos con las lenguas Bantúes, así, se puede concluir que el criollo palenquero si adopta características tonales (aunque ha variado por sucesos históricos) del Kikongo, África. Correa, José Alejandro (2012). «La entonaci´on del palenquero y del kateyano hablado en Palenque (Colombia)». Palenque colombia. Oralidad, identidad y resistencia. Pontificia universidad javeriana. Repositorio.
Siendo así, se puede afirmar que el español tuvo una alta influencia en la conformación del criollo palenquero, sin embargo no es la base de la totalidad de los rasgos fonológicos de la lengua. 
La evidencia lingüística, que incluye 200 palabras provenientes del kikongo, es consistente con la evidencia genética y permite considerar que uno de los grupos de los cuales probablemente provinieron los primeros pobladores masculinos de Palenque fueron los Yombé, uno de cuyos segmentos, Mayombe, habita actualmente en el suroeste de la República del Congo, con otros residentes en la República Democrática del Congo y Angola.

### Música

Festival de tambores.

Acorde a sus tradiciones, la música juega un papel muy importante en la cultura, que acompaña la mayoría de ritos y celebraciones, en especial el lumbalú. La música palenquera es alegre y se expresa en danzas como: el entrompao, pa
raíto o el paseo, bailados en pareja o el mapalé (danza que celebra la libertad), la púyala, el son palenquero, la chalusonga, la champeta. Pero en muchos ritos la música también acompaña ritos de dolor, como los mencionados en el "lumbalu". Estos son basados en la religiosidad palenquera y su organización social. La tradición musical va de generación en generación, pues en casi todos los momentos de la vida cotidiana, la música es parte importante y tradicional.
Sexteto Tabalá, Son Palenque y Estrellas del Caribe, Alegres Ambulancias, Hijos de Benkos, y ahora Kombilesa Mí  son ejemplos de la música y tradición que se mantiene en palenque.
El `Bullerengue sentado", el "Son del Negro" y el "Son palenquero de Sexteto" son expresiones musicales en las que se reflejan las raíces africanas junto con la apropiación de elementos foráneos que se han insertado en los ritmos a lo largo del tiempo. El Son palenquero de Sexteto, por ejemplo, en su forma actual es el resultado de la mezcla de elementos propios con ritmos traídos por cubanos que llegaron a principios del siglo XX a trabajar en las plantaciones de azúcar cercanas a Palenque.

### Danza

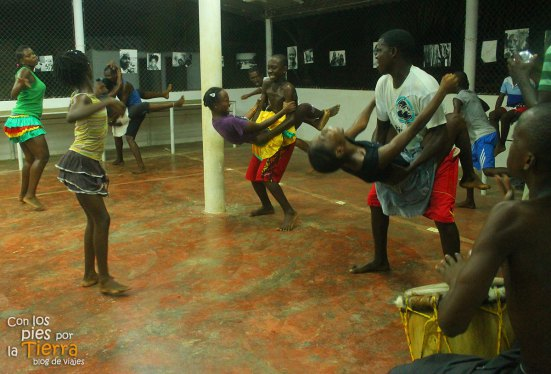
Bailes típicos

Los ritos afrocolombianos que han influenciado gran parte de la costa Caribe de Colombia y otros lugares del país tienen como propósito la conmemoración de un evento o un rito fúnebre. Así como la música y la lengua criolla, la danza es el reconocimiento de la cultura, convivencia, etnia y de la abolición de la esclavitud.
Mapalé gran baile tradicional y tal vez el más reconocido de palenque, es la exaltación erótica entre el hombre y la mujer. Los movimientos de bastante fuerza y el vestuario surgen como recordatorio de los africanos que abolieron la esclavitud. El baile se basa en el movimiento acelerado de caderas y hombros. Las parejas van sueltas, mientras realizan figuras acrobáticas. La música que acompaña la danza está producida por instrumentos de percusión, tambor llamador, tambor alegre, maracas o guache y tambora.
El libro sobre la cocina palenquera, Kumina ri Palenge pa to paraje, escrito a mano por palenqueros que recién aprendieron a leer y escribir en palenquero y castellano, ganó el concurso Gourmand World Cookbook Awards 2014 realizada en Beijing, China el 20 de mayo de 2014 al mejor libro de cocina del mundo, luego de competir con más de 15 mil libros de más de 187 países.
La comida se caracteriza por ser exquisita, presentando una gran diversidad.

### Educación
Los programas educativos, junto a las escuelas en San Basilio de Palenque han creado procesos para enseñar a todos sus habitantes las tradiciones culturales y orales. El Programa de Etnoeducación en Palenque surge en la década de 1980 como una iniciativa de la comunidad que buscaba impedir que se perdieran los elementos fundamentales de la cultura palenquera, y también como un intento de releer la historia de Palenque desde un punto de vista autóctono. En este sentido, era importante orientar el contenido de la educación hacia una meta propia: la recuperación y el fortalecimiento del sentido de pertenencia a través de la lengua, la historia y la memoria de San Basilio de Palenque. Este modelo educativo es una interesante propuesta pedagógica basada en un ideal de pertinencia social y cultural. El modelo, por tanto, no se restringe al contexto escolar, sino que procura proyectarse a otros ámbitos, especialmente al familiar, de modo que se convierta en una herramienta importante para fortalecer la identidad y reafirmar el significado de lo que es ser palenquero.

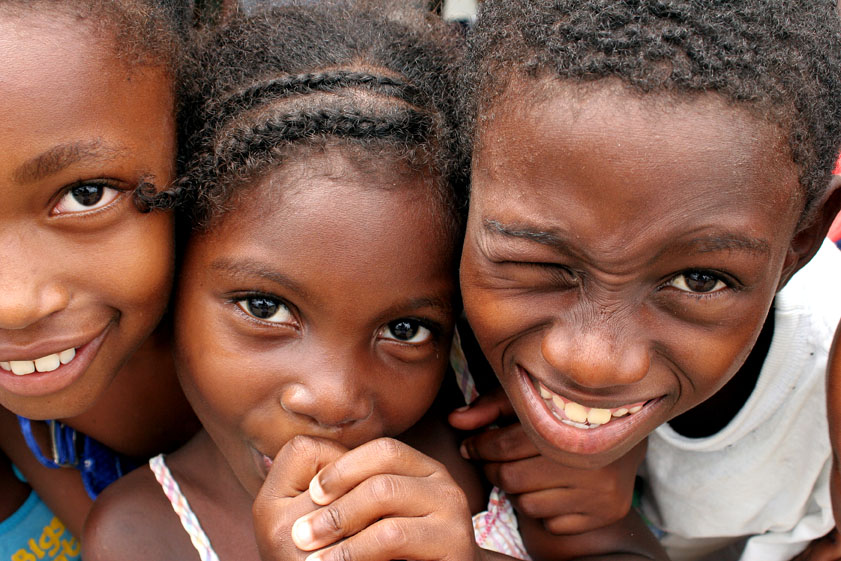
Etnia y juventud palenquera.

## Ciudades hermanas
- Cartagena de Indias.[24]